# Carex mithala
Carex mithala är en halvgräsart som beskrevs av Alfons S. Callier. Carex mithala ingår i släktet starrar, och familjen halvgräs. Inga underarter finns listade i Catalogue of Life.